# Rosa Martínez (política)
Rosa Martínez Rodríguez (León, 7 de agosto de 1975) es una política, politóloga, activista social e historiadora española, actual secretaria de Estado de Derechos Sociales desde 2023. Es también una de las cuatro coordinadoras de Sumar y su secretaría de Transformación Ecosocial.
Ha sido coordinadora del grupo parlamentario Elkarrekin Podemos en el Parlamento Vasco entre 2019 y 2020. Fue diputada por Vizcaya en el Congreso de los Diputados durante la XI y XII legislatura en representación de Equo como independiente de la candidatura de Podemos y dentro de la coalición Unidos Podemos respectivamente. En 2019 abandonó Equo y continuó como independiente dentro de la coalición. Se retiró de la política en 2020 tras perder las primarias de Podemos para ser candidata a lendakari.

## Formación y vida laboral
Se licenció en Ciencias Políticas por la Universidad Complutense de Madrid y continuó su formación con un posgrado en Historia en la Universidad de Grenoble Alpes, en Francia, y unas prácticas del Instituto Cervantes en Múnich, Alemania.
Antes de ser diputada trabajó como coordinadora de proyectos educativos relacionados con la memoria histórica, el patrimonio arqueológico y la sostenibilidad en la Sociedad de Ciencias Aranzadi. También ha trabajado como experta independiente para la Comisión Europea en la evaluación de proyectos educativos (convocatorias de Formación Profesional y nuevas tecnologías) y para diversas empresas en el ámbito de la gestión de proyectos. Tras abandonar la política en 2020, trabajó varios meses como consultora independiente y trabajó hasta 2023 a la European Climate Foundation donde ejerció como Spain Programme Manager.

## Trayectoria política
Rosa Martínez formó parte de la primera Mesa de Coordinación de Equo Bizkaia en julio de 2011. Para las elecciones al Parlamento Vasco de 2012 fue la cabeza de lista de Equo-Berdeak-Euskal Ekologistak en la circunscripción de Vizcaya. Desde 2014 a 2018 fue coportavoz estatal de Equo.
Se presentó en representación de Equo como independiente, ocupando el puesto número 2, en la lista de Podemos por Vizcaya para las elecciones generales del 20 de diciembre de 2015 y fue elegida diputada. En la repetición electoral de 2016, fue nuevamente elegida por la circunscripción de Vizcaya, como diputada de Equo en la coalición Unidos Podemos. En su etapa de diputada, ejerció como portavoz del grupo parlamentario confederal Unidos Podemos-En Comú Podem-En Marea en la Comisión de Ciencia, Innovación y Universidades y como portavoz adjunta en la Comisión de Energía.
En 2019 decidió abandonar Equo, tras incorporarse a la coordinación política del grupo parlamentario Elkarrekin Podemos en el Parlamento Vasco. En 2020 anunció su candidatura a lendakari en las primarias de Podemos-Ahal Dugu Euskadi para las elecciones autonómicas vascas de ese año. Sin embargo, es elegida para la candidatura Miren Gorrotxategi. y abandona la política. 
Volvió a la política al ser designada secretaria de Estado de Derechos Sociales en 2023 por Sumar.